# Devitrificatie

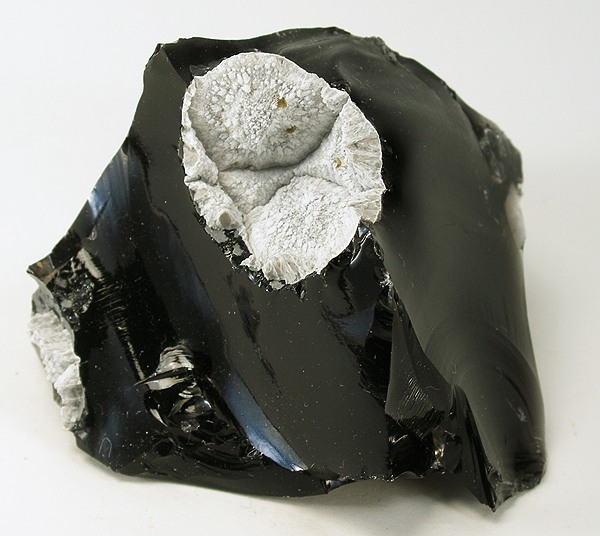
Devitrificatie in obsidiaan in de vorm van een sferuliet

Devitrificatie, van Latijn: vitrus: glas, is het proces waarbij glas in een kristallijne stof verandert. Glas is een amorfe stof, dat wil zeggen dat de atomen waaruit het bestaat niet in een kristalstructuur zijn gebonden. Omdat een amorfe structuur meer vrije energie bezit dan een kristallijne, is glas onder alle omstandigheden metastabiel.

## Voorkomen
Natuurlijk glas, zoals vulkanisch glas, zal na verloop van tijd langzaam devitrificeren. In het glazige materiaal groeien naaldvormige kristallen in bolvormige structuren, die sferulieten worden genoemd. De nucleatie van nieuwe kristallen kan in vulkanisch glas sneller gaan dankzij de aanwezigheid van microscopisch kleine kristallen, die als entkristal dienen voor heterogene nucleatie van nieuwe kristallen.
Een voorbeeld is devitrificatie in obsidiaan, een vorm van natuurlijk, vulkanisch glas. Daar kan een witte bolvormige structuur ontstaat, een sferuliet, die uit kleine kristallen bestaat.
Bij artificieel glas kan de kans op devitrificatie worden verlaagd door het oppervlak schoon te houden van stof en het aantal verontreinigingen in het glas zelf te beperken. Glas met een donkere kleur zal sneller devitrificeren dan zuiverder, transparanter glas. De donkere kleur wordt veroorzaakt door verontreinigingen die de heterogene nucleatie versnellen. Om devitrificatie te voorkomen wordt industrieel glas na stolling snel afgekoeld.
Wanneer er eenmaal devitrificatie heeft plaatsgevonden, zijn er verschillende technieken om dit te herstellen, zoals door een dun glasplaatje op het doffe oppervlak aan te brengen en het geheel te verhitten. De doffe laag kan ook worden verwijderd door het glas te zandstralen, polijsten of af te schuren.
Anderzijds wordt het devitrificatieproces bij sommige technieken in de glasindustrie versneld door glas onder hoge temperatuur te brengen. Op het oppervlak van het glas zullen hierdoor rimpels, crazes, of een schuimige structuur ontwikkelen van microscopisch kleine kristallen. De glazige, gepolijste glans zal veranderen in een doffe aanblik. Hoewel dit normaal gesproken ongewenst is voor industrieel glas, wordt plaatselijk verhitten van glas als techniek toegepast om kunstglas te versieren, zoals bij gefuseerd glas.